# I liga polska w piłce ręcznej kobiet
I liga polska w piłce ręcznej kobiet – druga w hierarchii klasa ligowych rozgrywek piłki ręcznej kobiet w Polsce. Stanowi pośredni szczebel rozgrywkowy między Superligą, a II ligą, będąc jednocześnie drugim szczeblem centralnym (II poziom ligowy). Zmagania w jej ramach toczą się cyklicznie (co sezon), systemem kołowym, a nad ich przebiegiem czuwa organizator rozgrywek – Kolegium Ligi ZPRP. Rywalizacja przeznaczona jest dla zespołów 20 klubów sportowych i prowadzona w dwóch grupach, po 10 drużyn w grupie A oraz grupie B. Mistrzowie obu grup I ligi uzyskują możliwość promocji do Superligi.

## Historia
Od momentu powołania do zakończenia sezonu 1997/1998 rozgrywki drugiego szczebla ligowego piłki ręcznej w Polsce nosiły nazwę II ligi. Przez trzy sezony (1998/1999, 1999/2000 i 2000/2001) określano je mianem I ligi Serii B (I ligę Serii A stanowiła bowiem późniejsza Ekstraklasa). Rywalizacja w I lidze Serii B toczyła się w jednej grupie. Począwszy od sezonu 2001/2002 rozgrywki drugiego poziomu ligowego nazywane są I ligą. W sezonach 2001/2002 i od 2008/2009 do 2011/2012 zmagania przeprowadzano w dwóch równorzędnych grupach, zaś w sezonach od 2002/2003 do 2007/2008 i od sezonu 2012/2013 do 2016/2017 - w jednej grupie. Od sezonu 2017/2018 ponownie rozgrywki odbywają się w dwóch równorzędnych grupach (A oraz B).

## Zasady awansu
Zgodnie z regulaminem rozgrywek, zwycięzcy obu grup I Ligi rozgrywają turniej o awans do najwyższej klasy rozgrywkowej z dwiema najgorszymi ekipami Superligi. Na gospodarza turnieju w sezonie 2017/2018 wyznaczono najlepszą drużynę grupy A I ligi. Awansu nie mogą uzyskać drużyny SMS ZPRP.  